# 갈채 (1982년 영화)
갈채는 1982년 공개된 대한민국의 영화이다.

## 배역
- 송승환 : 형록 역
- 원미경 : 나영 역
- 손창호
- 구창모
- 배철수
- 신구 : 삼촌 역
- 문미봉 : 영숙 역
- 김애경

## 수상
- 1983년 제7회 황금촬영상
  - 촬영상(동상) - 팽정문